# Puerto Salgar (ort)
Puerto Salgar är en ort i Colombia.   Den ligger i departementet Cundinamarca, i den centrala delen av landet, 110 km nordväst om huvudstaden Bogotá. Puerto Salgar ligger 177 meter över havet och antalet invånare är 9 863.
Terrängen runt Puerto Salgar är varierad. Runt Puerto Salgar är det ganska glesbefolkat, med 27 invånare per kvadratkilometer. Närmaste större samhälle är La Dorada, 1,9 km sydväst om Puerto Salgar. Omgivningarna runt Puerto Salgar är en mosaik av jordbruksmark och naturlig växtlighet.